# ガリレオコーポレーション
株式会社ガリレオコーポレーションは、福岡県福岡市博多区に本社を置き、太陽光発電システムやオール電化商品の販売取付、住宅リフォーム業務・店舗用空調機の販売取付・保守メンテナンス、学習塾事業を行っている企業。

## 概要
1965年に百合永電気工務店設立。2005年に株式会社ガリレオコーポレーションを設立し、太陽光発電システム、蓄電システム、エコキュート、ＩＨクッキングヒーターなどのオール電化商品の販売取付、システムキッチン、ユニットバスなどを含む住宅リフォーム業務・店舗用空調機の販売取付、および保守メンテナンスおよび学習塾事業を行っている。

## 本社所在地
本社
- 本社 - 〒812-0006 福岡県福岡市博多区上牟田1-7-6
- 企画・広報 - 〒812-0007 福岡県福岡市博多区東比恵1-2-3 Galileo Bld HAKATA EAST 2F

支店
- ガリレオハウジング - 〒812-0006 福岡県福岡市博多区上牟田1-7-6
- ガリレオコンセプトハウス - 〒810-0016 福岡県福岡市中央区平和3-14-15
- 北九州支店 - 〒811-3431 福岡県宗像市田熊4-1-13 2F
- 飯塚出張所 - 〒820-0053 福岡県飯塚市伊岐須後牟田471-5
- 熊本出張所 - 〒861-8029 熊本県熊本市東区西原3-1-7 3F
- ベトナム支店 - ベトナムハノイ市バディン地区 キムマ通り519 VITビル9F

## 沿革
- 昭和40年　百合永電気工務店設立
- 平成17年　株式会社ガリレオコーポレーション設立
- 平成20年　エコエネルギーセンター株式会社設立
- 平成21年
  - 学習塾「キャンパス福岡南校」開設
  - 学習塾「キャンパス学園通り校」開設
- 平成22年　
  - 学習塾「キャンパス小笹校」開設
  - 学習塾「キャンパス若久校」開設
- 平成24年　ガリレオ住宅株式会社（「エコエネルギーセンター株式会社」から社名変更）
- 平成25年　
  - ガリレオアカデミー株式会社設立
  - 学習塾キャンパスを学習塾あお葉ゼミナールに社名変更
  - 学習塾「あお葉ゼミナール篠栗校」開設
  - 学習塾「あお葉ゼミナール新飯塚駅前校」開設
  - 学習塾「あお葉ゼミナール下大利駅前校」開設
  - 学習塾「あお葉ゼミナール美しが丘校」開設
  - 学習塾「あお葉ゼミナール二瀬校」開設
  - 学習塾「あお葉ゼミナール宇美駅前校」開設
  - 学習塾「あお葉ゼミナール直方校」開設
  - 学習塾「あお葉ゼミナール宮田校」開設
  - 学習塾「あお葉ゼミナール原町校」開設
  - 学習塾「あお葉ゼミナール東郷駅前校」開設
- 平成26年
  - 株式会社ドクターリリー設立
  - ドクターコスメシリーズの通販事業開始
- 平成28年
  - ガリレオコンセプトハウス　オープン
  - 株式会社ガリレオコーポレーション飯塚支店設立
- 平成29年
  - 「Benesse こども英語教室 福間駅前校、太宰府校」開設
  - 「アフタースクール キッズガリレオ 福間駅前校、太宰府校」開設
  - 株式会社 山王 設立
  - 株式会社 山王 熊本支社 開設
- 平成30年
  - 学習塾「あお葉ゼミナール原校」開設
  - 「アフタースクール キッズガリレオ 原校」開設
  - 株式会社 山王 福岡西営業所 開設
- 平成31年　株式会社ガリレオコーポレーション ベトナム支店設立
- 令和元年　「Galileo Bld HAKATA EAST」開設